# Galileo Galilei (film)
Galileo Galilei è un film cortometraggio diretto dai registi Arturo Ambrosio e Luigi Maggi.

## Trama
Nella metà del XVII secolo, lo scienziato Galileo Galilei è impegnato nei suoi studi, ma un suo domestico tenta di sedurne la figlia, e cacciato denuncia Galilei al Sant'Uffizio.
La casa dello scienziato viene perquisita, gli scritti vengono sequestrati, ed egli viene arrestato insieme con la figlia, poi rinchiusa in un convento di suore. Questi documenti scritti da Galilei vengono analizzati e poi bruciati su decisione del tribunale dell'Inquisizione, che li ha dichiarati contrari ai dettami della Chiesa. Per questo Galilei viene costretto a rinunciare alle sue teorie.
Galilei diviene cieco e passa gli ultimi anni della sua vita assistito dagli amici fidati e dalla figlia.